# Primorje (przystanek kolejowy)
Primorje (ros. Приморье) – przystanek kolejowy w miejscowości Zielenogradsk, w rejonie zielenogradskim, w obwodzie królewieckim, w Rosji. Położony jest na linii Zielenogradsk – Swietłogorsk, w pobliżu wybrzeża Morza Bałtyckiego.